# Česi u Srbiji
Česi u Srbiji (češ. Češi v Srbsku) su građani Srbije češke etničke pripadnosti. Oni čine priznatu nacionalnu manjinu u Republici Srbiji čija prava u domenu kulture, obrazovanja, informisanja, kao i službene upotrebe jezika i pisma predstavlja Nacionalni savet češke nacionalne manjine, sa sedištem u Beloj Crkvi.
Prema poslednjem popisu iz 2011. godine u Srbiji živi 1824. Čeha. Češka zajednica živi u mestima na području Opštine Bela Crkva (Bela Crkva, Češko Selo, Kruščica i dr.) i okolnim opštinama (mesto Gaj u Opštini Kovin, mesto Veliko Središte i Vršac u Opštini Vršac), a znatan broj živi i u Beogradu i nešto manje u Novom Sadu, dok je ostatak razasut po Vojvodini.
Zanimljivo je da u južnom Banatu postoji selo pod imenom Češko Selo — koje je zaista češko i po nacionalnom sastavu stanovništva.
Česi u Srbiji su većinom katolici, a manjim delom evangelisti — za razliku od situacije u Češkoj.

## Upotreba češkog u Srbiji
Češki jezik je u Republici Srbiji u službenoj upotrebi samo u opštini Bela Crkva (uz srpski, rumunski i mađarski jezik).
Češki jezik je pre nekoliko godina vraćen u sistem državnog školstva Republike Srbije, nakon više decenija od kako su ranije češke škole ugašene odsustva izučavanja ovog jezika u školama u Srbiji. Nastava predmeta Češki jezik sa elementima nacionalne kulture odvija se u nižim razredima (1-4) 4 osnovne škole — 2 u mestu Bela Crkva, 1 u mestu Kruščica, u opštini Bela Crkva i 1 u mestu Gaj, u opštini Kovin. Na početku školske 2016/17 nastava češkog u mestu Gaj je bila privremeno obustavljena, zbog malog broja dece, ali je na kraju ministar prosvete ipak dodelio iznimku (kada je broj učenika 5-15 za održavanje nastave potrebno je da se dodeli iznimka).
Pored ovog, deca ali i odrasli pripadnici češke zajednice u Srbiji češki jezik mogu učiti i od učitelja češkog jezika, koga češka država od početka 2000-tih šalje među svoje zemljake u Srbiji.
Češki jezik se u Srbiji izučava na katedri slavistike, na Filološkom fakultetu Univerziteta u Beogradu i to je jedina visokoškolska ustanova u Republici Srbiji gde se on izučava kao glavni jezik, dok se kao drugi jezik izučava još na Filozofskom fakultetu Prištinskog univerziteta u Kosovskoj Mitrovici.
U bivšoj zgradi osnovne škole u Češkom selu nalazi se muzejska etno postavka o Česima, kojom upravlja Češki nacionalni savet.

### Mediji na češkom jeziku u Srbiji
U Srbiji ne postoje tradicionalni mediji koji program izdaju/emituju na češkom jeziku. Na češkom jeziku emituju se dve radijske emisije: Krajanka i České slovo, kao i jedna TV emisija Bohemska rapsodija (stanje krajem 2019. godine).
Radio emisija  (srp. Zemljakinja) se emituje na lokalnom Radiju Bela Crkva, jednom nedeljno u trajanju od 1 sad (ponedeljak od 20h). Emisija se može pratiti uživo na internetu, ali na sajtu ovog radija ne postoji arhiva ove emisije. Neke epizode mogu se naći na sajtu Nacionalnog saveta češke nacionalne manjine.
Ovaj medij registrovan je za emitovanje i na češkom jeziku. Osnovan je 1996. godine kao deo UKD Centar za kulturu Bela Crkva, da bi 2001. postao deo opštinskog Javnog informativnog preduzeća „BC Info” a nakon privatizacije izdavač ovog medija je Informativno preduzeće BC INFO d.o.o. Bela Crkva. Produkciju ove emisije podržava Češki nacionalni savet.
Radio emisija  (srp. Češka reč) emituje se na na RTV, na Radiju 3. program, dvonedeljno, po 30' (svake neparne sedmice u godini, četvrtkom 14:15-14:45), a čije je emitovanje počelo početkom 2018. godine i koju priprema produkcija Češki medijski centar, iz Bele Crkve. Signal 3. programa RTV nije moguće pretiti na području opštine Bela Crkva, gde živi 35 % Čeha u Republici Srbiji. Emisija se može pratiti uživo na internetu, a na sajtu RTV postoji arhiva ove emisije, za godinu dana unazad.
TV emisija na češkom jeziku Bohemska rapsodija, emituje se jednom nedeljno na RTV Pančevo. Traje 30' i osim premijernog termina (utorak 13:00) ima dva reprizna termina (nedelja u 8:00 i 22:30). Emisija se može pratiti uživo na internetu, ali na sajtu ove televizije nema arhive ove emisije.
U ranijem periodu su sporadično postojale i druge emisije na češkom jeziku (npr. TV Banat), dok za pisane (štampani) medije nema podataka.
Osim tradicionalnih medija, od 1. januara 2018. godine postoji medijski portal Hlas (srp. Glas) koji je primarno registrovan za izdavanje medijskih sadržaja na češkom jeziku, a koga izdaje udruženje NOPEA iz Bele Crkve.
- Radijska emisija Krajanka, ponedeljkom 20-21 č. — link: Radio Bela Crkva (program uživo) Архивирано на веб-сајту  (21. јануар 2019)
- Radijska emisija České slovo, svake neparne sedmice u godini, četvrtkom 14:15-14:45 — link: , 3. program radija RTV (arhiva emisija)
- TV emisija Bohemska rapsodija, utorak 13 č. (repriza nedelja u 8 č. i 22:30) — link: RTV Pančevo (program uživo) Архивирано на веб-сајту  (30. март 2022)
- Elektronski medij Hlas —  (internet portal) Архивирано на веб-сајту  (22. јануар 2022)

## Češka udruženja u Srbiji
Savet sarađuje sa češkim udruženjima u Srbiji. Većina njih nosi tradicionalni naziv za češko društvo u inostranstvu (Češka beseda) uz mesto u kome im je sedište. Tako postoje:
- Češka beseda Bela Crkva,
- Češka beseda Kruščica,
- Češka beseda Češko Selo,
- Češka beseda Gaj,
- KUPU Češka beseda Vršac,
- Češka beseda Beograd,
- Česi južnog Banata (Bela Crkva),
- Česi Šumadije (Kragujevac) i
- Češka beseda Srema (Vikend naselje Banstol)
- Česi Srbije (Pančevo)
- Češka beseda Novi Sad,
- Česi jugoistoka Srbije (Niš).

Deo ovih udruženja je okupljen u savez — Matica češka (Bela Crkva).
Udruženja su izdala nekoliko knjiga koje se bave češkom kulturom u Srbiji i neka od njih poseduju biblioteke čeških knjiga, što savremenih, što istorijskih (udruženja Češka beseda Beograd, Češka beseda Kruščica i dr.). Neka od udruženja imaju i folklorne ansamble.

## Popisi Srbije
- 1948: 6.760
- 1953: 5.948
- 1961: 5.133
- 1971: 4.149
- 1981: 3.225
- 1991: 2.675
- 2002: 2.211
- 2011: 1.824[4]

## Mape
- Naselja u Vojvodini sa češkom, slovačkom i rusinskom apsolutnom i relativnom većinom (2002)
- Etnički sastav Vojvodine po naseljima (2002)
- Etnički sastav Vojvodine po naseljima (2002)
- Etnički sastav Vojvodine po naseljima (2002)
- Etnički sastav Vojvodine po opštinama (2002)
- Etnički sastav Vojvodine po opštinama i gradovima (2011)

## Spoljašnje veze
- Češka manjina u Srbiji, Ambasada Republike Češke u Srbiji
- Mala beseda o našim Česima („Politika”, 20. maj 2016)
- Kako smo zaboravili našu braću Čehe („Politika”, 31. decembar 2016)
- Vesna Aleksić: Beogradski stranci („P.U.L.S.E”, 3. decembar 2009)